# Harz
|  | Per a altres significats, vegeu «Districte del Harz». |

El Harz (A.F.I. [ˈhɑːɐ̯t͡s]) és la serralada més alta del nord d'Alemanya. El seu terreny escarpat s'estén a través de parts de la Baixa Saxònia, Saxònia-Anhalt i Turíngia. El nom Harz deriva de la paraula procedent de l'alt alemany mitjà «hardt» i «hart» (boscos de muntanya), llatinitzat com «hercynia» i d'aquest al terme hercinià. El Brocken és el cim més alt del Harz, amb una alçada de 1.141,1 metres (3.744 peus) sobre el nivell del mar. El Wurmberg (971 msnm) és el pic més alt de la Baixa Saxònia.